# Чезза Лев Абрамович
Лев Абрамович Чезза (справжнє прізвище Кац; нар. 29 квітня 1914, Кишинів, Бессарабська губернія — 17 жовтня 1980, Кишинів, Молдова) — молдавський радянський мистецтвознавець, літературознавець, критик, доктор філологічних наук (1960), професор Кишинівського державного університету.

## Біографія
Лев Кац народився в Кишиневі, закінчив румунську гімназію там же. У 1939 році закінчив літературно-філософський факультет Ясського університету. З приєднанням Бессарабії до СРСР в 1940 році повернувся до Кишинева, працював учителем. У роки Великої Вітчизняної війни — викладав в середній школі в Грузії.
Під своїм справжнім ім'ям (Лев Абрамович Кац) починаючи з 1945 року викладав на кафедрі загальної літератури в Кишинівському державному педагогічному інституті імені Іона Крянге і з 1960 року — в Кишинівському державному університеті.
Л. А. Чезза — автор численних робіт на російській і молдавській мові в галузі образотворчого мистецтва Молдавії, класичної молдавської літератури, пушкіністіки, в тому числі «Образотворче мистецтво Молдавії» (1958), «Олексій Олександрович Васильєв» (1959), « Клавдія Семенівна Кобізєва» (1959), «Мойсей Юхимович Гамбурд» (1959), «Творчість Караджале» (1961), «Плоди з дерева дружби. Нариси про молдавське мистецтво» (1964), «Молдавський живопис» (1966), «Іон Дорофійович Жуматій» (1970), «Моменти всесвітньої літератури» (1970). Укладач посмертного збірника вибраних поезій Д. Я. Вєтрова (1964), перекладач його творів на російську мову.

## Сім'я
- Дружина — Хая Аронівна Мирська-Кац (1915—1982), лікар.
- Шурін — молдавський географ, краєзнавець і педагог Давид Аронович Мирський, автор підручників і методичних розробок з географії Молдавської РСР.

## Книги
- Образотворче мистецтво Молдавії (з М. Я. Лівшицем). Кишинів: Шкоала советіке, 1958.
- Олексій Олександрович Васильєв. Кишинів: Карта молдовеняске, 1959.
- Клавдія Семенівна Кобізєва. Кишинів: Карта молдовеняске, 1959.
- Мойсей Юхимович Гамбурд. Кишинів: Карта молдовеняске, 1959.
- Октав Бенчіле. Кишинів: Карта молдовеняске, 1959.
- Творчість Караджале (1852—1912). Кишинів: Карта молдовеняске, 1961.
- Плоди з дерева дружби. Нариси про молдавське мистецтво. Кишинів: Карта молдовеняске, 1964.
- Піктура молдовеняске (Молдавський живопис, молдавською мовою). Кишинів: Карта молдовеняске, 1966.
- Іон Дорофійович Жуматій. Кишинів: Карта молдовеняске, 1970.
- Моментеле но літератури універсалі (Моменти всесвітньої літератури, молдавською мовою). Кишинів: Карта молдовеняске, 1970.